# Dichen Lachman
Pour les articles homonymes, voir Dechen.
Pour les articles homonymes, voir Lachman.
Dichen Lachman, née le 22 février 1982 à Katmandou (Népal), est une actrice australienne. Elle est connue principalement pour ses rôles, dans le soap opera australien Les Voisins, où elle interprétait Katya Kinski, dans la série de science-fiction Dollhouse, où elle interprétait Sierra, et, plus récemment, dans le film Jurassic World : Le Monde d'après.

## Biographie
Dichen Lachman est née à Katmandou au Népal et a vécu dans ce pays jusqu'à l'âge de 8 ans, lorsque sa famille déménagea à Adélaïde, en Australie. Sa mère est née en Inde et est d'ascendance tibétaine tandis que son père est australien.
Avant Les Voisins, Dichen avait tourné dans une publicité pour les télécommunications Wanadoo filmée en Australie et diffusée au Royaume-Uni. Elle a étudié à la Norwood Morialta High School, puis au College Annesley et finalement à l'université d'Adélaïde.

## Carrière
En 2005, Dichen Lachman s'est jointe à la distribution de la série australienne de plus de 20 saisons Les Voisins avec le rôle de l'infirmière Katya Kinski. Elle avait originellement auditionné pour le rôle de Elle Robinson, la fille de Paul Robinson, mais comme elle n'était pas idéale pour le rôle, le personnage de Katya a été créé pour elle. Dichen a aussi joué un petit rôle dans le long-métrage Aquamarine. Après avoir fini de jouer le rôle de Aaren dans le film Bled, Dichen a visité Hawaï pour filmer Aztec Rex (également connu sous le titre Tyrannosaurus Azteca) avec le directeur Brian Trenchard-Smith.
Dans une entrevue avec The Soap Show, Dichen mentionne sa visite en Angleterre en 2006 et comment elle a fait une apparition sur l'émission de la BBC Ready Steady Cook : elle travaillait à Los Angeles pour parfaire sa carrière d'actrice mais dit qu'elle aimerait travailler au Royaume-Uni ou en Australie.
Dans une entrevue avec ScifiNow, Dichen aborde les rumeurs à propos de son rôle dans la future série télévisée basée sur la franchise Star Wars : « Je suis une grande fan de George Lucas ; j'aime ces films [Star Wars] et ce serait un rêve devenu réalité. J'aimerais beaucoup le faire, ce serait incroyable. ».
Elle apparaît dans la série NCIS : Los Angeles, dans l'épisode À toute vitesse, où elle joue une agent d'assurance qui est aussi une coureuse de rue. En 2009, le site web afterellen.com l'a désignée comme étant l'une des plus belles femmes à l'écran. Dichen Lachman joue un des rôles de support principaux, Sierra, dans la série télé Dollhouse, créée par Joss Whedon.

## Vie privée
Elle est mariée à l'acteur américain d'origine autrichienne Maximilian Osinski depuis janvier 2015. Ils ont une fille, Mathilda Osinski, née en mai 2015.

## Filmographie

### Cinéma

#### Longs métrages
- 2005 : Safety in Numbers de David J. Douglas : La journaliste
- 2006 : Aquamarine d'Elizabeth Allen : Beth-Ann
- 2007 : Tyrannosaurus Azteca de Brian Trenchard-Smith : Ayacoatl
- 2009 : Bled de Christopher Hutson : Aaren
- 2010 : Sunday Punch de Dennis Hauck : Jill
- 2014 : Lust for Love d'Anton King : Cali
- 2015 : Too Late de Dennis Hauck : Jilly Bean
- 2020 : Bad Therapy de William Teitler : Stern
- 2021 : Raya et le Dernier Dragon (Raya and the Last Dragon) de Don Hall et Carlos López Estrada : General Atitaya (voix)
- 2022 : Jurassic World : Le Monde d'après (Jurassic World Dominion) de Colin Trevorrow : Soyona Santos
- 2024 : La Planète des singes : Le Nouveau Royaume (Kingdom of the Planet of the Apes) de Wes Ball : Korina (voix et capture de mouvement)
- 2024 : Joe Baby de Steven Brand : Joe Baby

#### Courts métrages
- 2005 : Eastworld de Tony Chu et Robert Luxford : Une femme
- 2024 : Webcam de Nick Delgado : Kitty
- 2024 : The Power Within de Bo Youngblood : Areum

### Télévision

#### Séries télévisées
- 2005 - 2007 : Les Voisins (Neighbours) : Katya Kinski
- 2009 -  2010 : Dollhouse : Sierra
- 2010 : Hawaii 5-0 (Hawaii Five-0) : Amy Hanamoa
- 2010 : NCIS : Los Angeles : Allison Pritchett / Allysia Takada
- 2011 : Torchwood : Lyn Peterfield
- 2012 : Being Human : Suren
- 2012 : The Glades : Lana Kim
- 2012 : The League : Marbella
- 2012 - 2013 : Last Resort : Tani Tumrejak
- 2013 : King and Maxwell : Benny
- 2013 : Les Experts (CSI: Crime Scene Investigation) : Jessica Lowell
- 2014 : Les 100 (The 100) : Anya
- 2014 : Spooked : Carol
- 2014 - 2015 : Shameless : Angela
- 2014 / 2020 : Marvel : Les Agents du SHIELD (Marvel's Agents of S.H.I.E.L.D.) : Jiaying
- 2015 : Hollywood Hitmen : Eva
- 2016 : The Last Ship : Jesse
- 2016 : Scary Endings : Laura (voix)
- 2016 - 2017 : Supergirl : Roulette / Veronica Sinclair
- 2018 - 2020 : Altered Carbon : Reileen Kawahara
- 2018 - 2021 : Animal Kingdom : Frankie
- 2022 / 2025 : Severance : Mlle Casey / Gemma Scout
- 2024 : Jurassic World : la Théorie du Chaos ((Jurassic World: Chaos Theory) : Soyona Santos (voix)